# Lancia Ypsilon
Lancia Ypsilon — малый автомобиль, пришедший на смену Autobianchi/Lancia Y10. Производится итальянской компанией Lancia Automobiles. В настоящее время он находится в четвертом поколении и по состоянию на 2024 год является единственной моделью марки. С 1995 по 2005 год на заводе в Мельфи (Италия) было произведено более 870 тысяч автомобилей.
Ypsilon третьего поколения, разделяющий платформу с Fiat 500, также продавался как Chrysler Ypsilon в Великобритании, Ирландии и Японии. Fiat прекратила выпуск варианта Chrysler в 2017 году, продав 2000 единиц в 2014 году. Он также больше не продается в Японии после прекращения использования брендов Lancia Voyager и Lancia Thema на автомобилях Chrysler в 2015 году. В настоящее время он доступен только на итальянском рынке.
Несмотря на относительную безвестность во всем мире, Lancia Ypsilon пользуется популярностью в Италии. В период с 1995 по 2019 год Lancia продала более 1,6 миллиона экземпляров Y и Ypsilon только в Италии. В 2023 году, несмотря на свой возраст, он занимает второе место по доле рынка в B-сегменте в стране.

## Первое поколение (1995-2003)

### 1995–2000

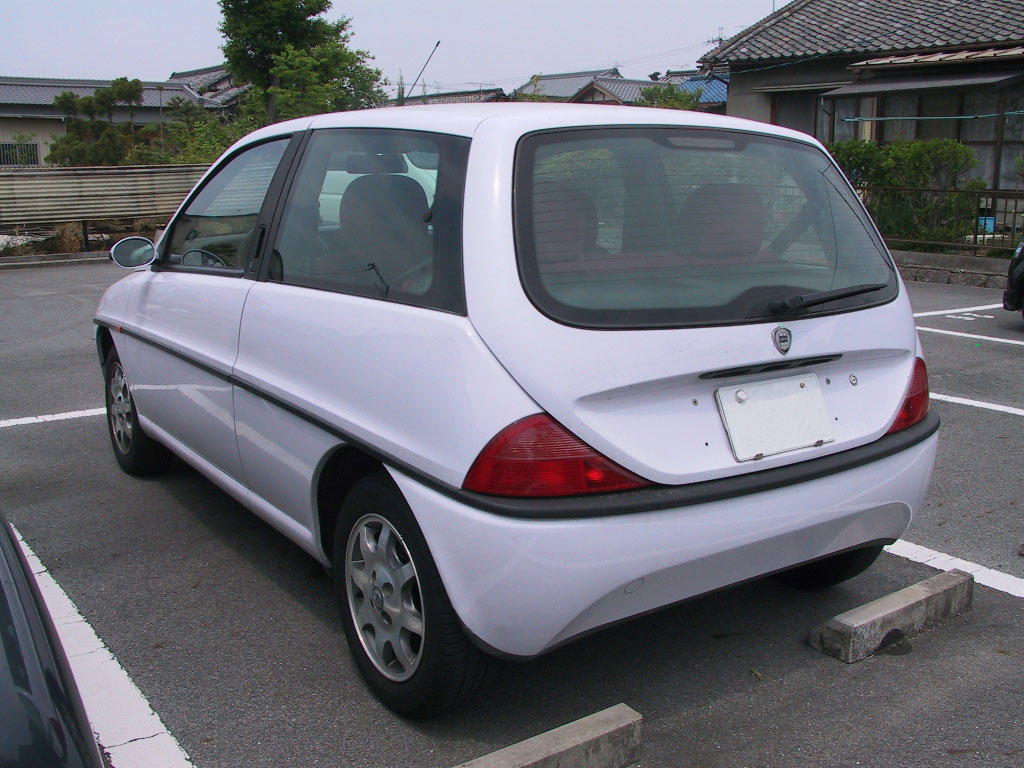
Рестайлинговый Lancia Y сзади

Модель Y (тип 840) была разработана дизайнером Энрико Фумиа. Она разрабатывалась в течение 24 месяцев и стоимость разработки составила около 400 миллиардов итальянских лир и была представлена в Риме в январе 1996 года. Машина стала на 33 см длиннее предшественницы, Lancia Y10, и основывалась на платформе Fiat Punto (тип 176).
Оригинальной особенностью машины стала приборная панель из мягкого пластика, расположенная по центру автомобиля, позже, в 2003 году, была принята на вооружение Musa и Ypsilon. У машины было пять сидений, а также аксессуары и опции, в том числе цвета кузова в 100 оттенках из каталога Lancia Kaleidscope. Машина выпускалась в трёх исполнениях, различавшихся объёмом дополнительного оборудования — LE, LS и LX. Она продавалась на европейском рынке за пределами Италии. 
Позже была добавлена ограниченная версия «Cosmopolitan» на базе топовой комплектации LX. 

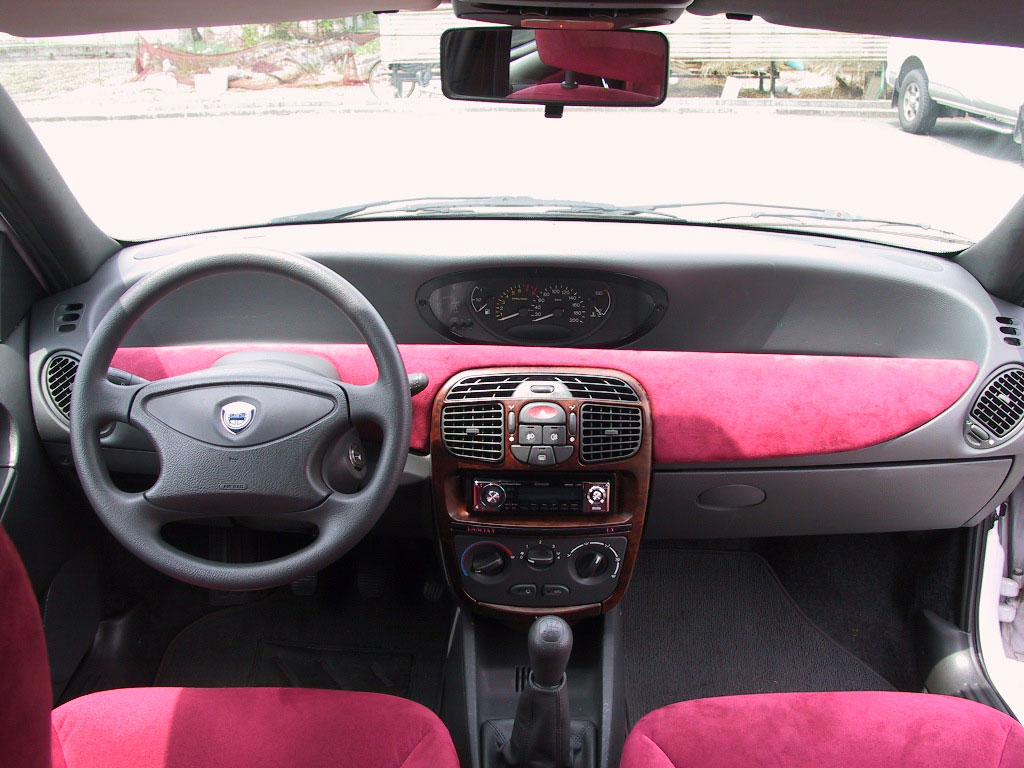
Интерьер Lancia Y, отделанный алькантарой

Кроме этого, предлагалась и версия Elefantino Rosso («красный слоник» — символ раллийных автомобилей Lancia) в спортивном обвесе, перенастроенными передаточными числами КПП, для более быстрого ускорения от 0 до 100 км/ч и на 5-й передаче, заниженная и усиленная подвеска с увеличенными поперечными дугами и более прямым усилителем рулевого управления и спортивной настройкой усилителя руля. Версия имела салон из серой алькантары, сиденья также из серой алькантары и акцентированные темно-серыми тканевыми вставками, повторяющими цвет кузова автомобиля, центральную консоль, 15-дюймовые колеса и зеркала заднего вида с титановым покрытием, рулевое колесо и коробка передач, обтянутая серой кожей с красной строчкой и кондиционер. Его максимальная скорость была 177 км/ч и он был единственным автомобилем в линейке, получившим 15-дюймовые колеса с шинами 195/50R15.
Все устанавливавшиеся на Y двигатели принадлежали серии Fully Integrated Robotised Engine (FIRE), появившейся на предшественнице, Y10. Предлагалось три двигателя: 1108 см³ и 1242 см³ с 8 клапанами, а также 1,4-литровый «Pratola Serra» с 12 клапанами, выдававший 80 л. с. Через некоторое время двигатели «Pratola Serra» были сняты с производства и заменены на серию 16-клапанных двигателей SuperFIRE с многоточечным впрыском. SuperFIRE объёмом 1242 см³ выдавал 86 л. с. и 113 Нм при 4500 оборотах в минуту. Этот двигатель до сих пор устанавливается на 2013 Lancia Ypsilon, 2013 Ford Ka и Fiat 500.

### 2000–2003

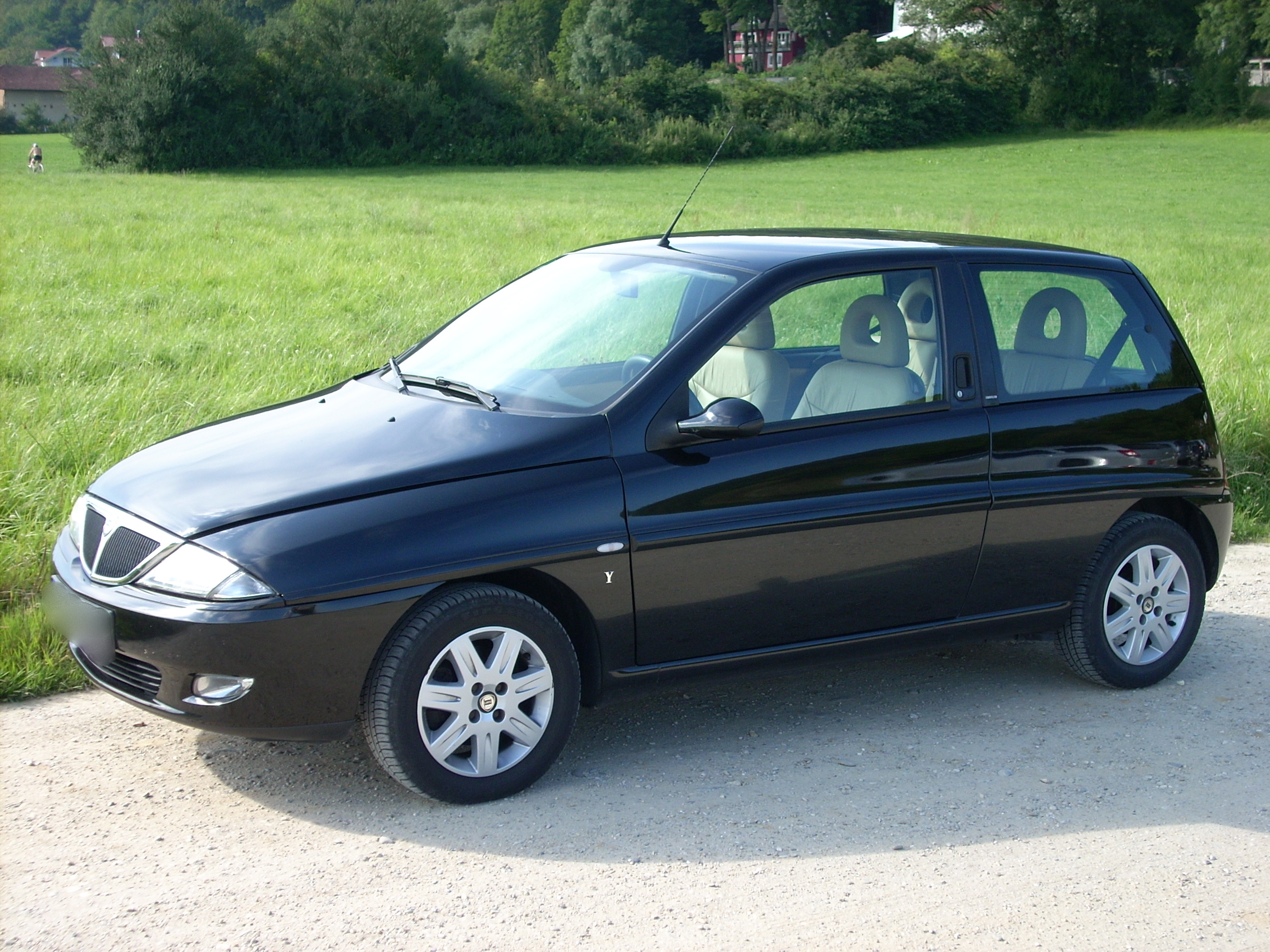
2000 Lancia Y Рестайлинг

В октябре 2000 года был проведен рестайлинг экстерьера и интерьера. Внешние изменения включали новую, увеличенную решетку радиатора, новые бамперы, новые задние фонари, новый дизайн колесных колпаков, новые противотуманные фары. Боковые молдинги автомобиля стали намного более гладкими и окрашены в цвет кузова. Самым значительным внутренним изменением стали подголовники (вместо просверленных цельных деталей), а также новые сиденья и новое рулевое колесо (аналогично тому, что было у Lancia Lybra). Материал больше не был доступен с «мягким прикосновением», с дверей убрали светоотражающую защиту, кнопку климат-контроля заменили рычагом, а панель приборов сделали более читабельной и современной, особенно за счет использования светодиодного дисплея. Длина автомобиля немного увеличилась с 3,72 метра до 3,74 метра.
Версии LX и Red Elephant, стоимость которых составляет 15 060 евро, в стандартной комплектации включали подушки безопасности водителя и пассажира, кондиционер, ABS, гидроусилитель руля, радио/навигационную систему Blaupunkt с 6 динамиками, разделенное заднее сиденье с подголовниками, салон из алькантары, указатель температуры наружного воздуха, наружные зеркала с электроприводом, окрашенные в цвет кузова, пост управления и приборная панель красного цвета вместо зеленого, центральный замок с дистанционным управлением, электрические стеклоподъемники, регулируемое сиденье и руль, кожаный салон с красной строчкой Red Elephant, противотуманные фары и легкосплавные диски с шинами 185/60 R 14 для LX и 195/50 R15 для Red Elephant.
В последующие годы на рынке появились другие специальные версии: DoDo, Vanity и Unica. Версии на 16 В уменьшают свою мощность на 6 л.с. (4 кВт) из-за новых стандартов загрязнения окружающей среды Евро-3. Выбросы были сокращены за счет более линейной доставки при сохранении, а иногда даже увеличении потребления.
В сентябре 2003 года, после почти девяти лет карьеры и продажи чуть более 804 600 единиц, дебютировал ее преемник, Lancia Ypsilon, полностью заменивший его в следующем году.

### Двигатели

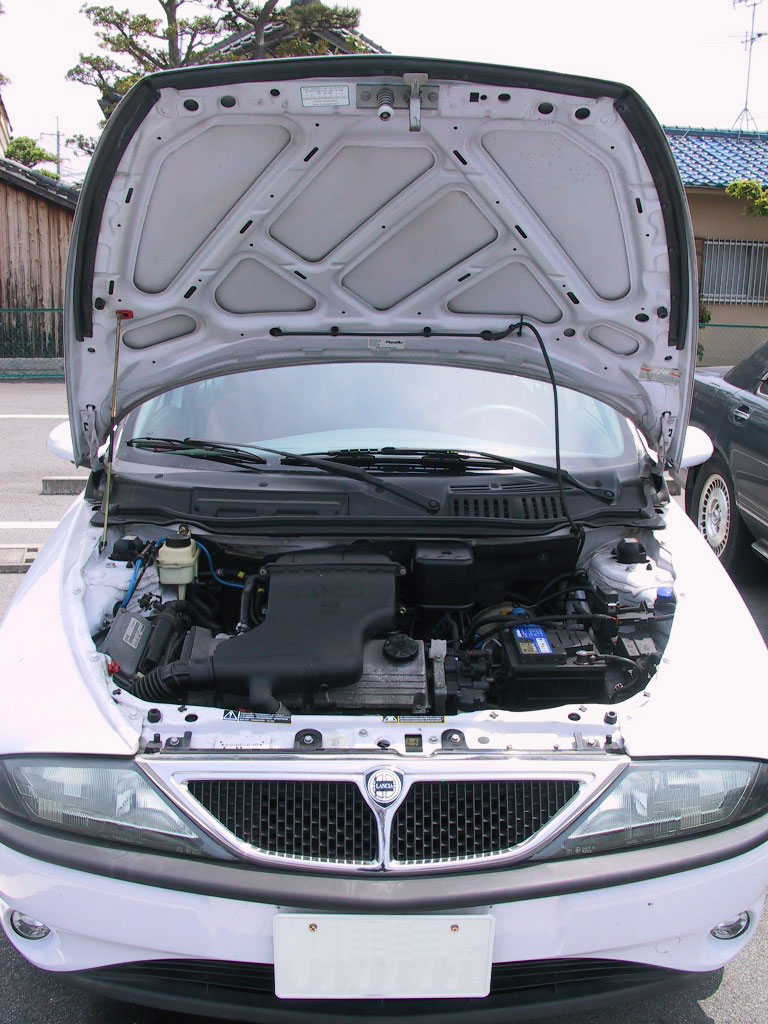
Lancia Y с 1.4 12V двигателем

| Версия                        | Год       | Смещение | Мощность | Крутящий момент | Разгон 0-100 км/ч (в секундах) | Максимальная скорость (км/ч) | Комбинированная экономия топлива (л/100км) | Выбросы CO2 (г/100 км) |
| 1.1 FIRE 8V                   | 1996-2000 | 1108 см3 | 54 л.с   | 3250 об/мин     | 15 с                           | 150 км/ч                     | 6.3 л                                      | 150 г                  |
| 1.2 FIRE 8V                   | 1996-2000 | 1242 см3 | 60 л.с   | 3000 об/м       | 13.3 с                         | 160 км/ч                     | 6.7 л                                      | 158 г                  |
| 1.4 Pratola Serra 12V         | 1996-1997 | 1370 см3 | 80 л.с   | 4000 об/м       | 12.4 с                         | 170 км/ч                     | 7.8 л                                      | 185 г                  |
| 1.2 FIRE 16V                  | 1997-2000 | 1242 см3 | 84 л.с   | 4500 об/м       | 10.9 с                         | 177 км/ч                     | 6.6 л                                      | 157 г                  |
| 1.2 FIRE Elefantino Rosso 16V | 1997-2000 | 1242 см3 | 84 л.с   | 4500 об/м       | 10.9 с                         | 177 км/ч                     | 7 л                                        | 166 г                  |
| 1.2 FIRE 8V                   | 2001-2003 | 1242 см3 | 59 л.с   | 2500 об/м       | 14.1 с                         | 158 км/ч                     | 5.7 л                                      | 136 г                  |
| 1.2 FIRE 16V                  | 2001-2003 | 1242 см3 | 79 л.с   | 4000 об/м       | 11.2 с                         | 174 км/ч                     | 6 л                                        | 144 г                  |

### Все версии
- Lancia Y LE (1996)
- Lancia Y LS (1996)
- Lancia Y LX (1996)
- Lancia Y Elefantino Blu (1997)
- Lancia Y Elefantino Rosso (1997)
- Lancia Y Cosmopolitan (1998)
- Lancia Y Marie Claire (2000)
- Lancia Y DoDo (2001)
- Lancia Y Vanity (2001)
- Lancia Y Unica (2002)
- Lancia Y Caprice (2002)

### Безопасность
Модель Y получила 2 звезды в краш-тесте EuroNCAP за безопасность взрослых пассажиров и 2 звезды EuroNCAP за безопасность пешеходов.
- Взрослые пассажиры =
- Пешеходы =

Поскольку к 1996 году Lancia уже не производила праворульных автомобилей, все версии Y были с левым рулём.

## Второе поколение (2003-2011)

### 2003–2006
Ypsilon второго поколения был представлен в 2003 году и стал частью модельного ряда Lancia. Он был разработан с учетом потребностей молодой аудитории и со временем нашел продажи, особенно среди женщин. Он стал самым продаваемым автомобилем линейки Lancia с годовым объемом производства около 60 000 единиц. Первоначально его собирали на заводе Fiat в Мелфи. В июне 2005 года производство было перенесено на Сицилию на завод в Термини Имерезе Палермо. У автомобиля трехдверный кузов длиной около 3,78 метра, дизайн которого вдохновлен исторической Lancia Ardea.

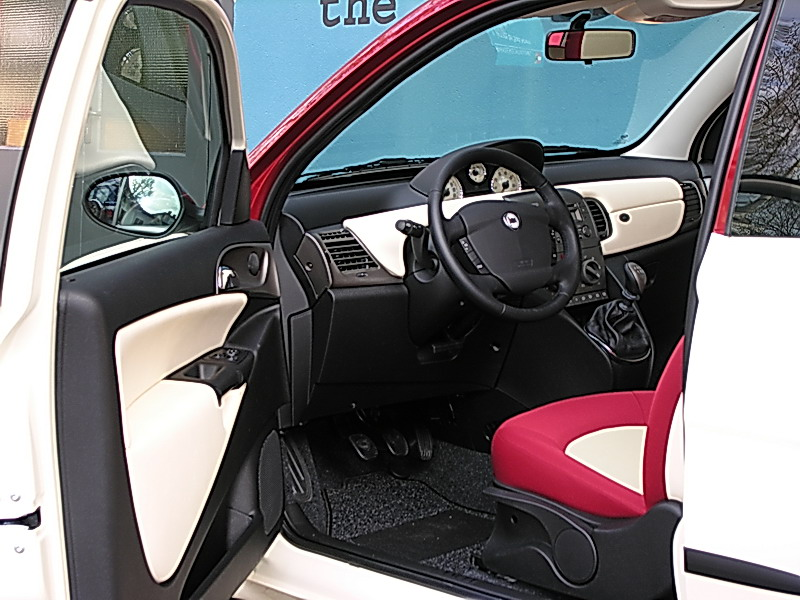
2003 Lancia Ypsilon внутри

Передняя часть отличается большой хромированной решеткой с лепестками вверху. Освещение размещено на концах передней арки. Бамперы характеризуются наличием неокрашенной продольной панели, нанесенной над воздухозаборниками, на обоих концах которых расположены противотуманные фары (в топовых версиях). По бокам проходит выступающее ребро. В хвостовой части расположены вертикально ориентированные фары, завершающиеся бампером и интегрированные в крылья. Задняя дверь багажного отделения имеет небольшие размеры, ограничивающие обзор, и украшена хромированной накладкой над номерным знаком.
В раме использовалась укороченная версия платформы B, дебютировавшая на Fiat Punto (тип 188), Fiat Idea и Lancia Musa. Двигатель поперечно-переднерасположенный, с передним приводом. Передняя независимая подвеска — стойки МакФерсон со стабилизатором поперечной устойчивости, со стальными рычагами, задняя — полузависимая торсионная балка. В тормозной системе спереди используются вентилируемые диски, сзади доступны классические барабаны, только для версий Sport Momo Design компания предоставила четырехдисковую тормозную систему с усиленной регулировкой и подвеской. Все версии включали антиблокировочную тормозную систему (ABS) с электронным распределением тормозных усилий (EBD) и систему рулевого управления с электроусилителем, которая постепенно становится жестче, но среди опций есть комбинированная электронная система стабилизации и тяги.
Салон покрыт пластиковыми вставками на дверных панелях, а панель приборов обтянута тканью AIRtex, кожей или алькантарой в зависимости от модели. Двухцветная обивка и пластиковые вставки, имитирующие алюминий. Обивка доступна в четырех различных материалах: «Glamour», AIRtex, алькантара и кожа. Он предлагал большое пространство для хранения вещей перед водителем и пассажиром. Органы управления кондиционером и радио были расположены в центральной части, включая дополнительную навигационную систему.

### 2006–2010

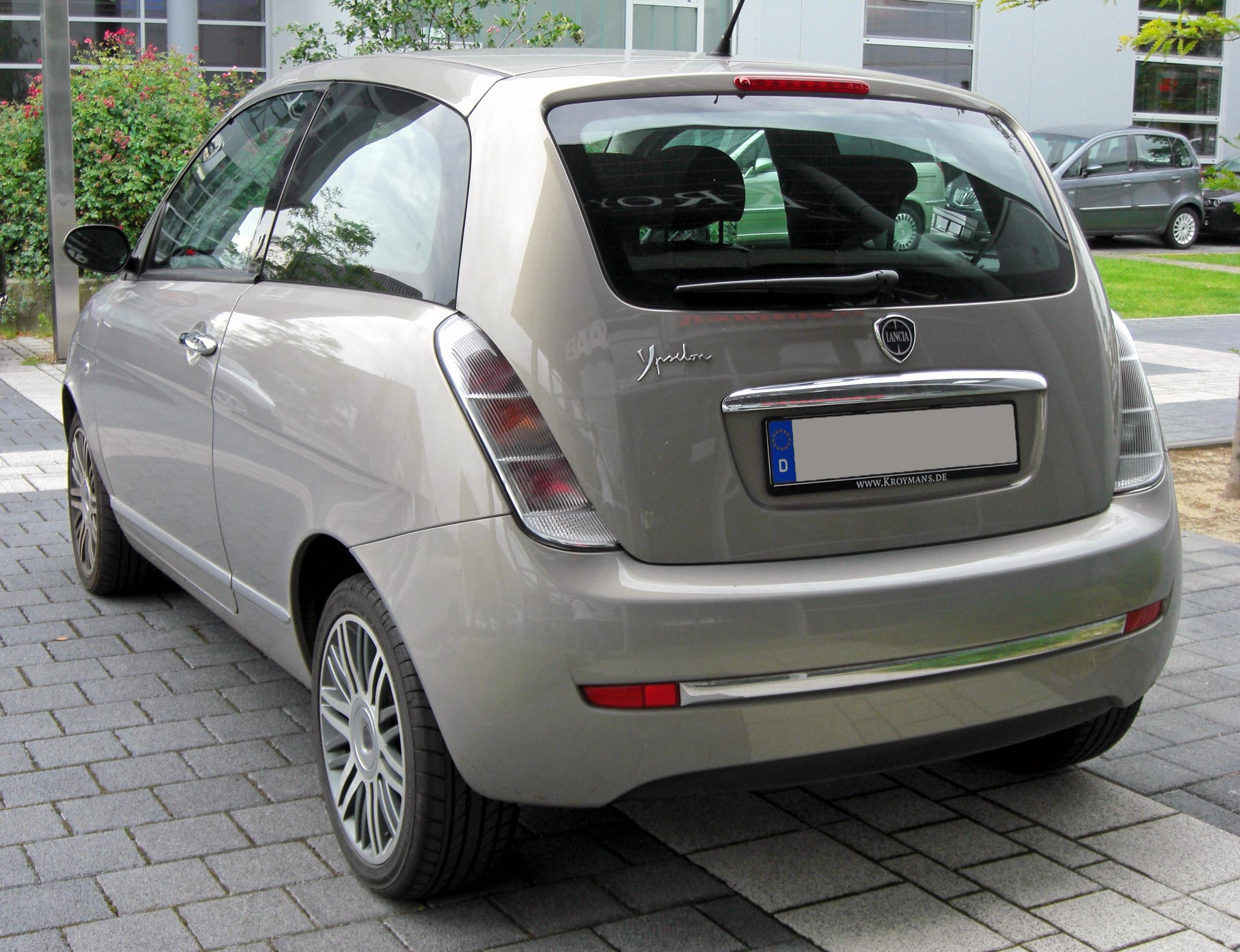
2006 Ypsilon Рестайлинг сзади

Осенью 2006 года Ypsilon подвергся доработке, затронувшей двигатели и внутренние устройства. У него была новая передняя решетка, более округлые бамперы с увеличенными воздухозаборниками и задние фонари с ледяным эффектом. Существует пять версий: Argento, Passion, Oro Bianco, Oro Giallo и Platino. Новые ткани для сидений представлены в новых сочетаниях цветов, а отделка приборной панели выполнена либо в лакированном серебристом, либо в темно-сером цвете. На машине установлен новый двигатель 1.3 Multijet 16v мощностью 75, 90 или 105 лошадей. Он также предлагал комплект громкой связи Blue&Me (Bluetooth с портом USB), новые цвета и новые колеса. Новый Ypsilon за дополнительную плату может быть оснащен электронной системой стабилизации и системой стабилизации на склоне, а сцепление с дорогой составляет 0,93 г, хотя крен усиливается за счет мягкой калибровки подвески. Рычаг переключения передач находится в поднятом положении, а задние сиденья разделены и сдвижны и доступны в двух версиях (3 или 2 сиденья). В модели 2008 года сажевый фильтр DPF входил в стандартную комплектацию всех дизельных двигателей, за исключением дизельного двигателя 1.3 Multijet мощностью 105 л.с. с автоматизированной механической коробкой передач D.F.N. (Дольче Фар Ньенте).

### 2010–2011
В 2010 году увеличились в размерах наружные зеркала и появились затемненные фары. В 2011 году Lancia представила финальную версию под названием Ypsilon Unyca. Производство Lancia Ypsilon второго поколения закончилось 23 ноября 2011 года, поскольку Fiat закрыла завод в Термини-Имерезе, где собирался Ypsilon. Третье поколение Lancia Ypsilon производилось на заводе Тыхы в Польше.

### Специальные издания

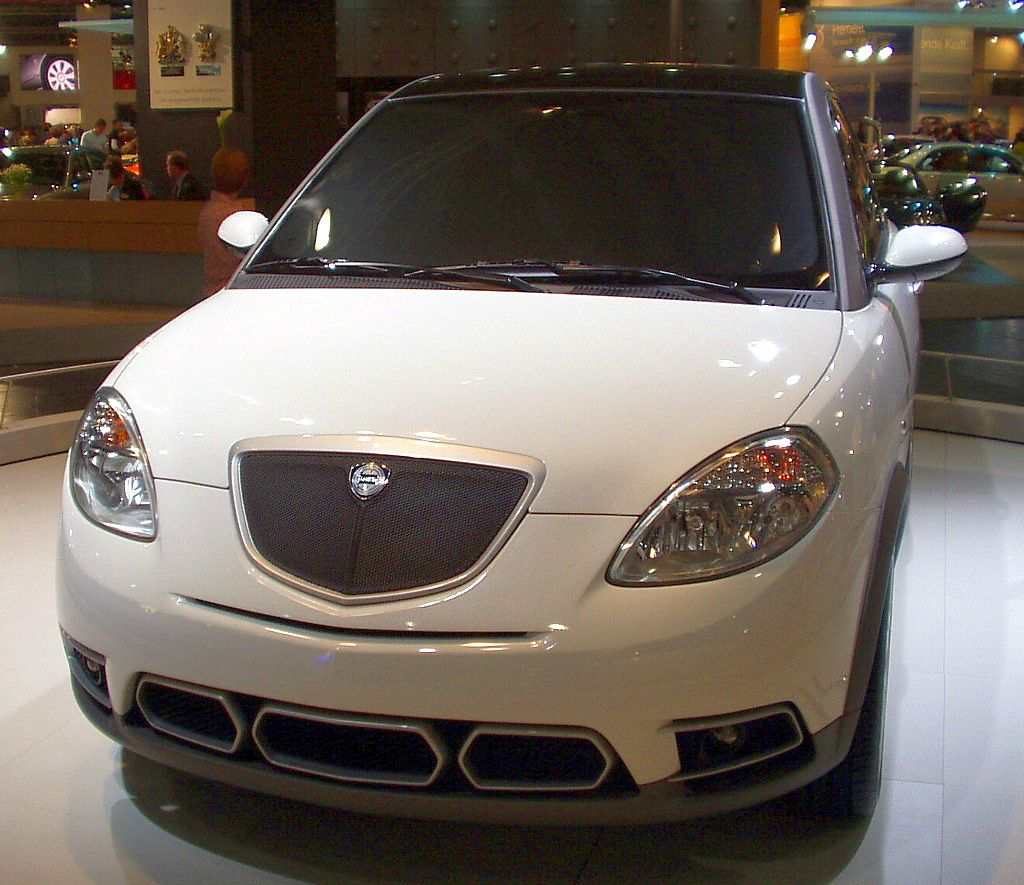
2005 Lancia Ypsilon Sport Zagato

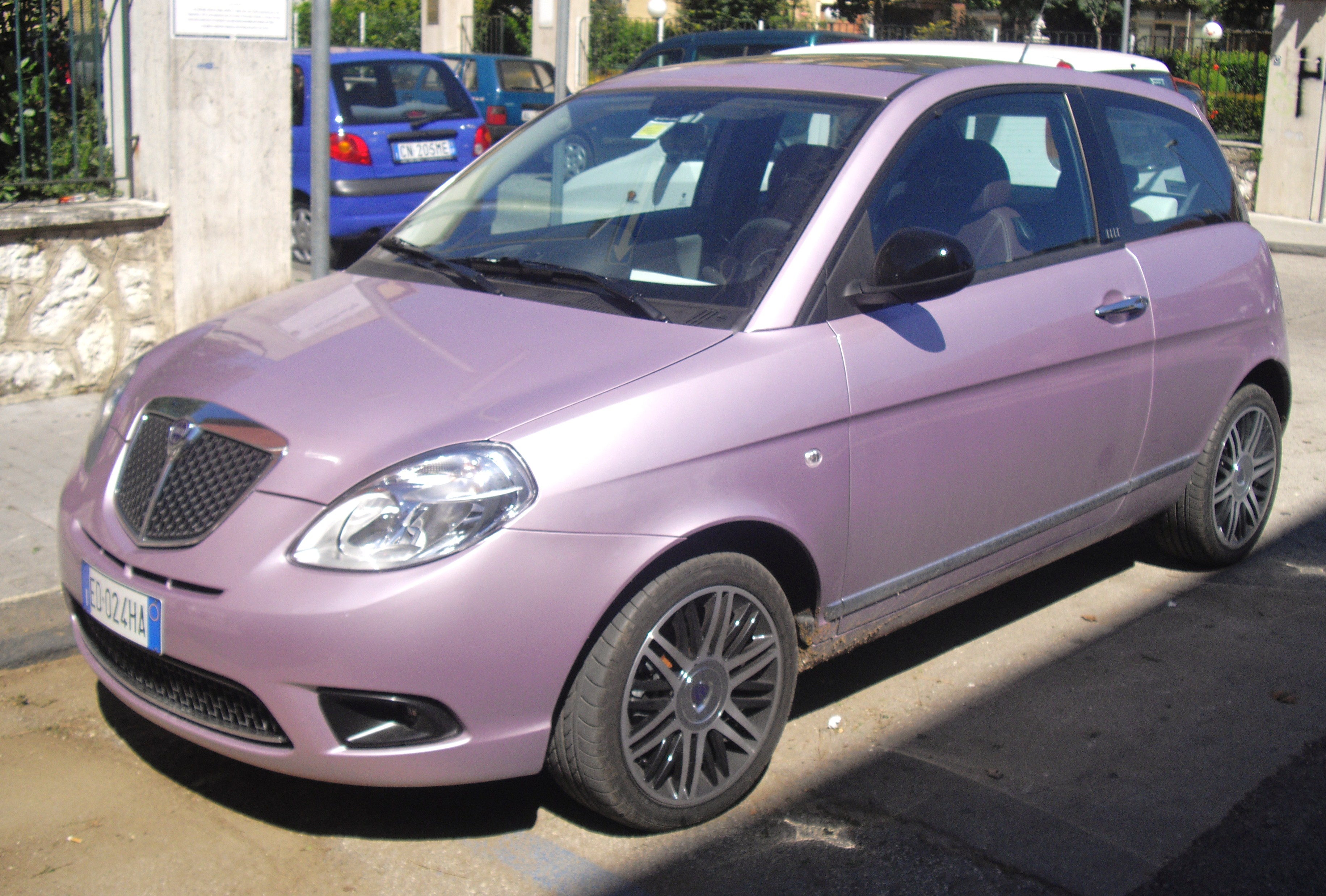
2010 Lancia Ypsilon Elle

Ypsilon выпускался в двухцветной версии кузова (называемой B-colore), что напоминает традиции Lancia. Самыми продаваемыми моделями Ypsilon были Passion, Momo Design и Sport Momo Design, характеризующиеся двойной окраской кузова, отличающейся верхней частью (боковые зеркала, крыша и задний люк) и остальной частью обтекателя, а также некоторыми спортивными деталями. (литые диски, салон). Он напрямую основан на концепции Ypsilon Sport, представленной на Женевском автосалоне в 2005 году и разработанной в сотрудничестве с Центром дизайна Zagato. От концептуальной версии он отличается бензиновыми двигателями 1.4 Fire мощностью 95 л.с. и дизельными двигателями 1.3 Multijet мощностью 75, 90 и 105 л.с., четырехдисковой тормозной системой с заниженной подвеской, шинами и некоторыми «спортивными» конструктивными особенностями, такими как полированные и алмазные диски. Спортивный дизайн, полированная хромированная отделка, салон из кожи и алькантары от Momo Design.
В мае 2008 года, как и в 2006 году, обновленная ограниченная серия ModaMilano вернулась с изменениями цвета (ТОП-цвет Borromini Grey), двухцветными многоспицевыми колесами, хромированной отделкой и кожаным куполом приборной панели.
С 2009 года Ypsilon Versus выпускался ограниченной серией всего в 1000 экземпляров, разработанной Versace, с кузовом Bronzino Bronze, выделенным салоном и оранжереей, а также 16-дюймовыми спортивными затемненными колесами. Концепт-кар Парижа 2009 года был представлен как Ypsilon Elle, созданный в сотрудничестве с женским журналом. Elle отличался особым розовым кузовом и внутренней отделкой. Также в 2009 году появилась Ypsilon E-Collection, характеризующаяся двигателями с низким уровнем воздействия на окружающую среду, пониженными выбросами углекислого газа и окраской кузова B-цвета.
К 2011 году вся линейка соответствовала стандарту выбросов Евро-5. Он предлагал новую внутреннюю отделку и цветовую палитру. Появились новые фары «Монокуляр» с затемненным внутренним блюдом и новые зеркала заднего вида, окрашенные в черный глянец. Также в 2011 году дебютировал Ypsilon Unyca.

### Двигатели
Линейка двигателей включала четырехцилиндровый двигатель 1.2 Fire, мощность которого была расширена с 60 до 69 л.с. в октябре 2010 года. К версии 1.2 присоединился 16-клапанный двигатель мощностью 79 л.с., замененный в 2006 году двигателем 1.4 Fire. 8-клапанный 78 л.с. Двигатель 1.4 производился в 16-клапанной версии мощностью 95 л.с. 1.4 8-клапанный, начиная с 2009 года, в версии EcoChic, работающей на сжиженном нефтяном газе или бензине. Дизельный двигатель 1.3 Multijet выпускался с 2003 по 2006 год. Его мощность варьировалась от 70 до 75 л.с. Впоследствии он был расширен до 90 и 105. Модель Multijet с D.P.F. снизились выбросы и расход топлива.

#### Бензиновые
- 1.2 8V 60 л.с.
- 1.2 16V 80 л.с.
- 1.4 8V 78 л.с.
- 1.4 16V 95 л.с.

#### Дизельные

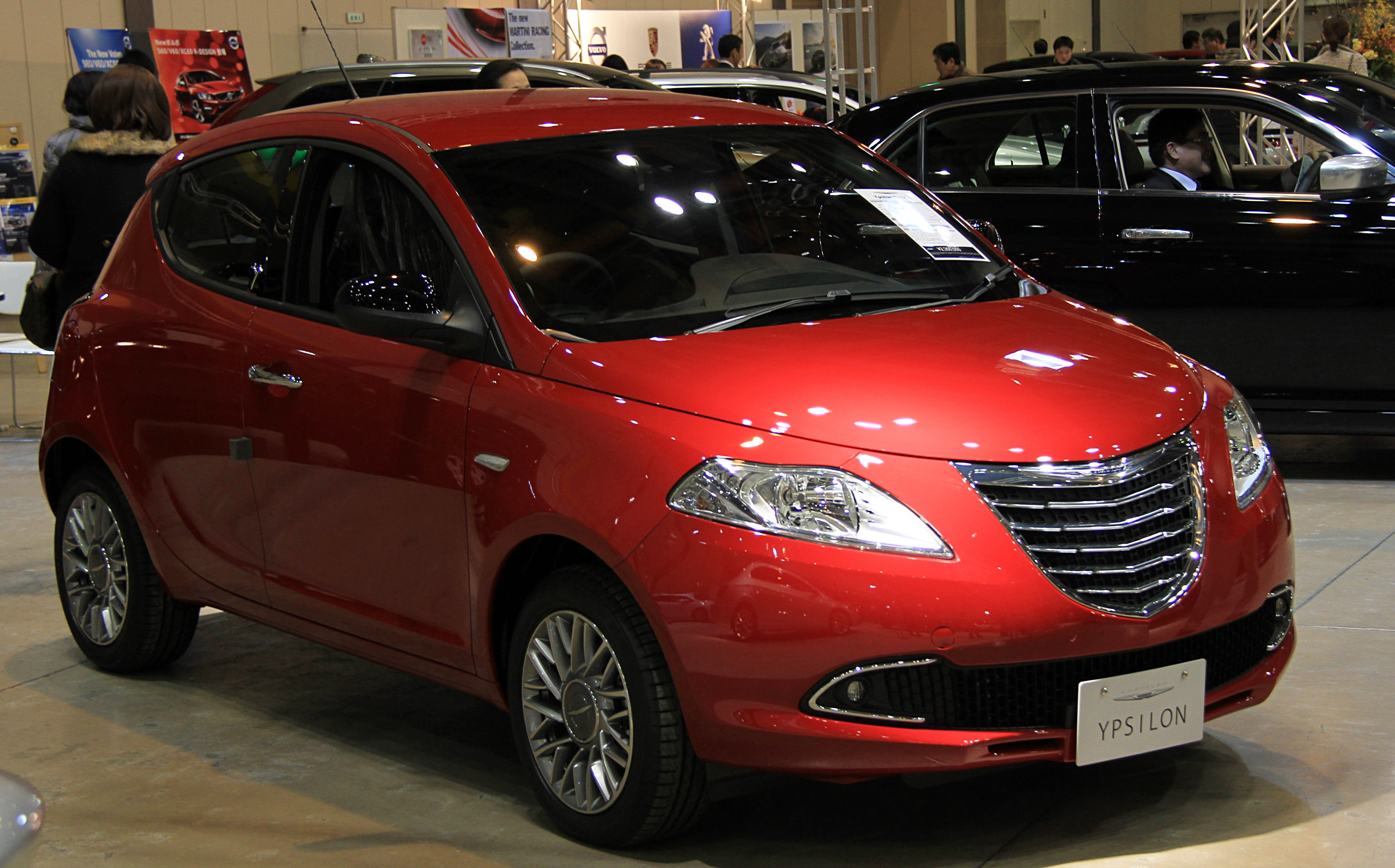
Chrysler Ypsilon в Японии

- 1.3 16V Multijet 69 л.с.
- 1.3 16V Multijet 75 — 90 л.с. 105 л.с. для версии MomoDesign

### Все версии
- Lancia Ypsilon Argento (2003)
- Lancia Ypsilon Oro (2003)
- Lancia Ypsilon Platino (2003)
- Lancia Ypsilon Passion (2003)
- Lancia Ypsilon B-Colore (2004)
- Lancia Ypsilon Black & Ivory (2004) (Только в Швейцарии)
- Lancia Ypsilon Glamour (2004) (Только в Швейцарии)
- Lancia Ypsilon MomoDesign (2005)
- Lancia Ypsilon Sport Zagato (2005) (Прототип на Женевском автосалоне, никогда не выпускался)
- Lancia Ypsilon Sport MomoDesign (2007)
- Lancia Ypsilon ModaMilano (2006 и 2008)
- Lancia Ypsilon Versus (2009)
- Lancia Ypsilon Elle (2010)
- Lancia Ypsilon Unyca (2011)
- Lancia Ypsilon Diva (2011) (Только в Италии)

## Третье поколение (2011- 2025)
Третье поколение Ypsilon было презентовано в 2011 году на Женевском автосалоне.
Первые чертежи Type 846 были разработаны в конце 2006 - начале 2007 года Центром стиля Lancia под руководством Альберто Дилилло еще до создания альянса Fiat и Chrysler. Окончательная модель включала лишь несколько изменений по сравнению с оригиналом, особенно в решетке радиатора, которая напоминает стиль большинства моделей Chrysler PT Cruiser, с горизонтальными планками, заменяющими две лепестки вертикальными планками. По состоянию на 2023 год это была единственная модель, доступная в линейке Lancia.
Третья серия Ypsilon имела пятидверный кузов с ручками задних дверей, утопленными в заднюю кромку двери.
Третье поколение делит платформу Fiat Mini с Fiat 500 и Panda. Производство было перенесено на завод Fiat в Тыхы, мощность которого достигла 100 000 единиц в год при полной мощности. Передняя подвеска продолжилась независимой колесной стойкой МакФерсон спереди и полузависимой торсионной балкой со стабилизатором поперечной устойчивости сзади.

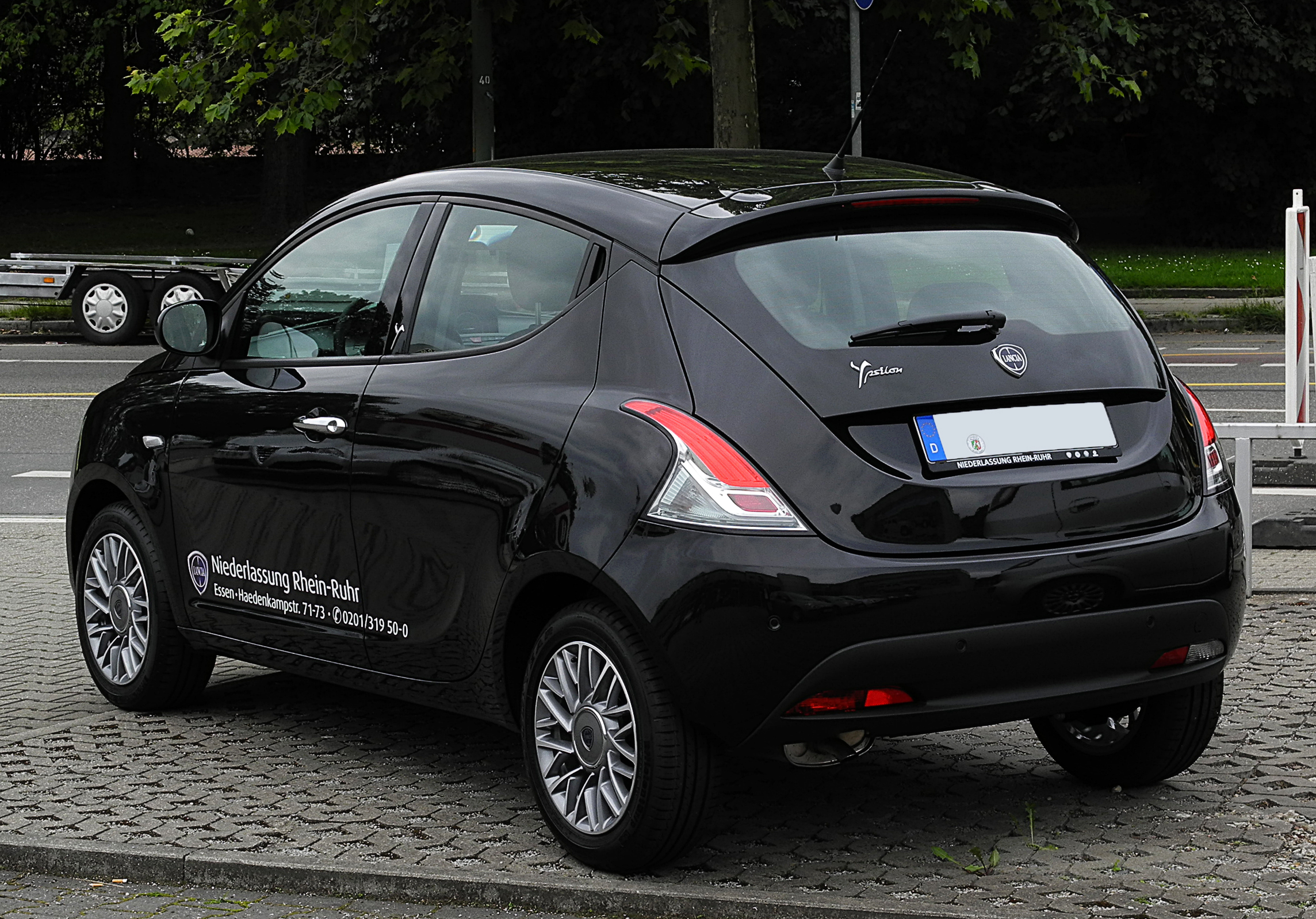
Lancia Ypsilon (Тип 846) сзади

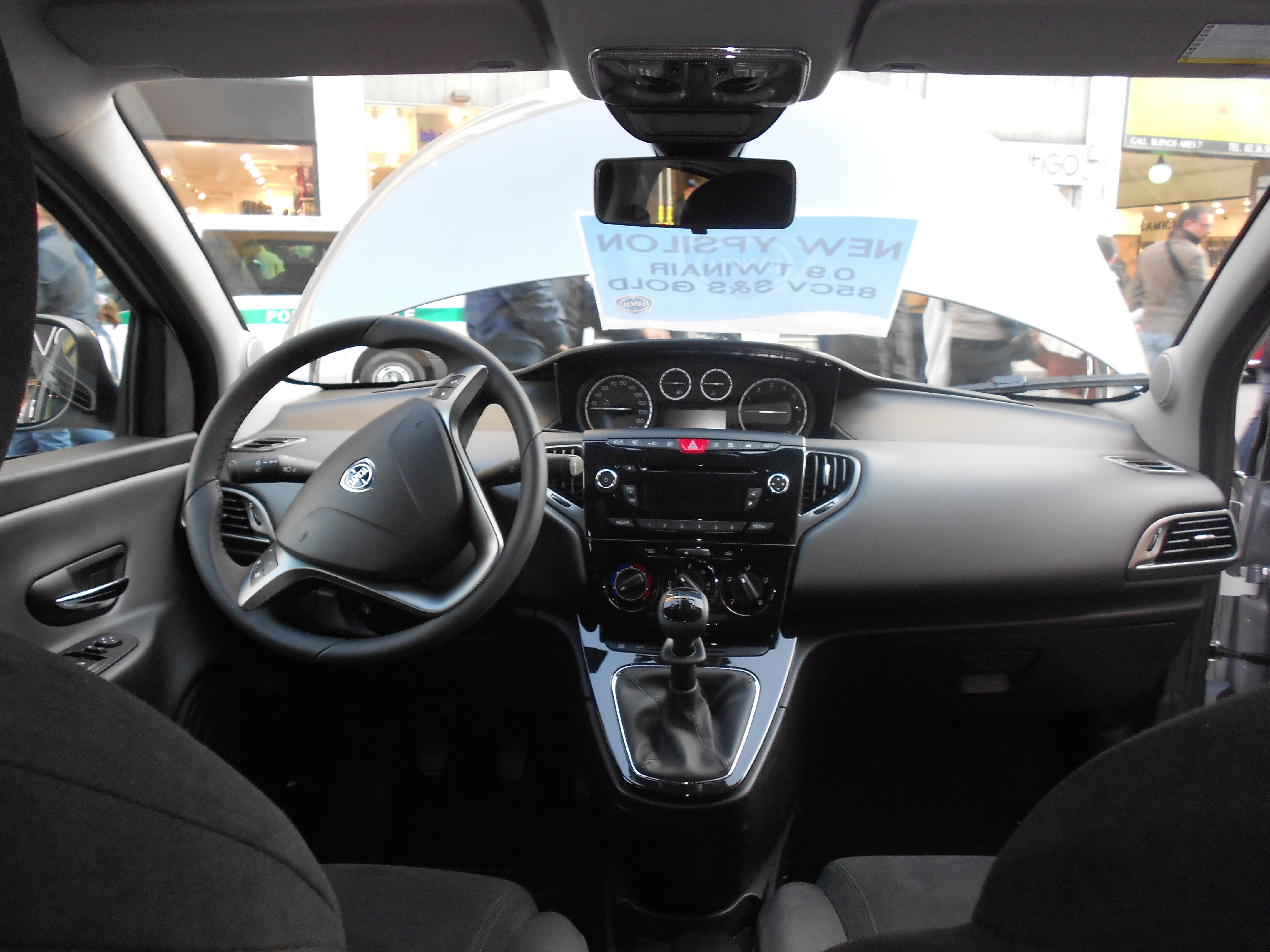
Lancia Ypsilon (Тип 846) внутри

Ypsilon Type 846 получил инвестиции в размере 500 000 000 евро (150 на разработку, 40 на промышленную структуру и остальное на производство). Длина кузова 3,84 метра, колесная база 2,39 метра. Кабина рассчитана на 5 мест. На момент запуска до 600 возможных комбинаций персонализации с 16 цветами кузова (включая 4 двухцветные версии).
Аксессуары включали автоматическую систему парковки, продаваемую как Magic Parking, биксеноновые фары и светодиодные задние фонари в дополнение к доступной автоматической системе Start & Stop.
Все модели в стандартной комплектации были оснащены четырьмя подушками безопасности, системой стабилизации и антипробуксовочной системой (ESP и ASR) с системой Hill Holder, а также ABS с EBD. Европейские версии включали пакеты опций Silver, Gold промежуточный и Platinum. Тип 846 по-прежнему имел приборы на центральной панели.

Тип 846 включал вариант с правым рулем для Великобритании и Ирландии, где он продавался как Chrysler Ypsilon. Продается в Марокко и Израиле через дилерскую сеть Fiat. В 2012 году он начал продаваться в Японии под брендом Chrysler в японских дилерских центрах Yanase Co., Ltd. Он не экспортируется в США, чтобы избежать конкуренции с Fiat 500, который производится на заводе Chrysler в Толуке в Мексике.

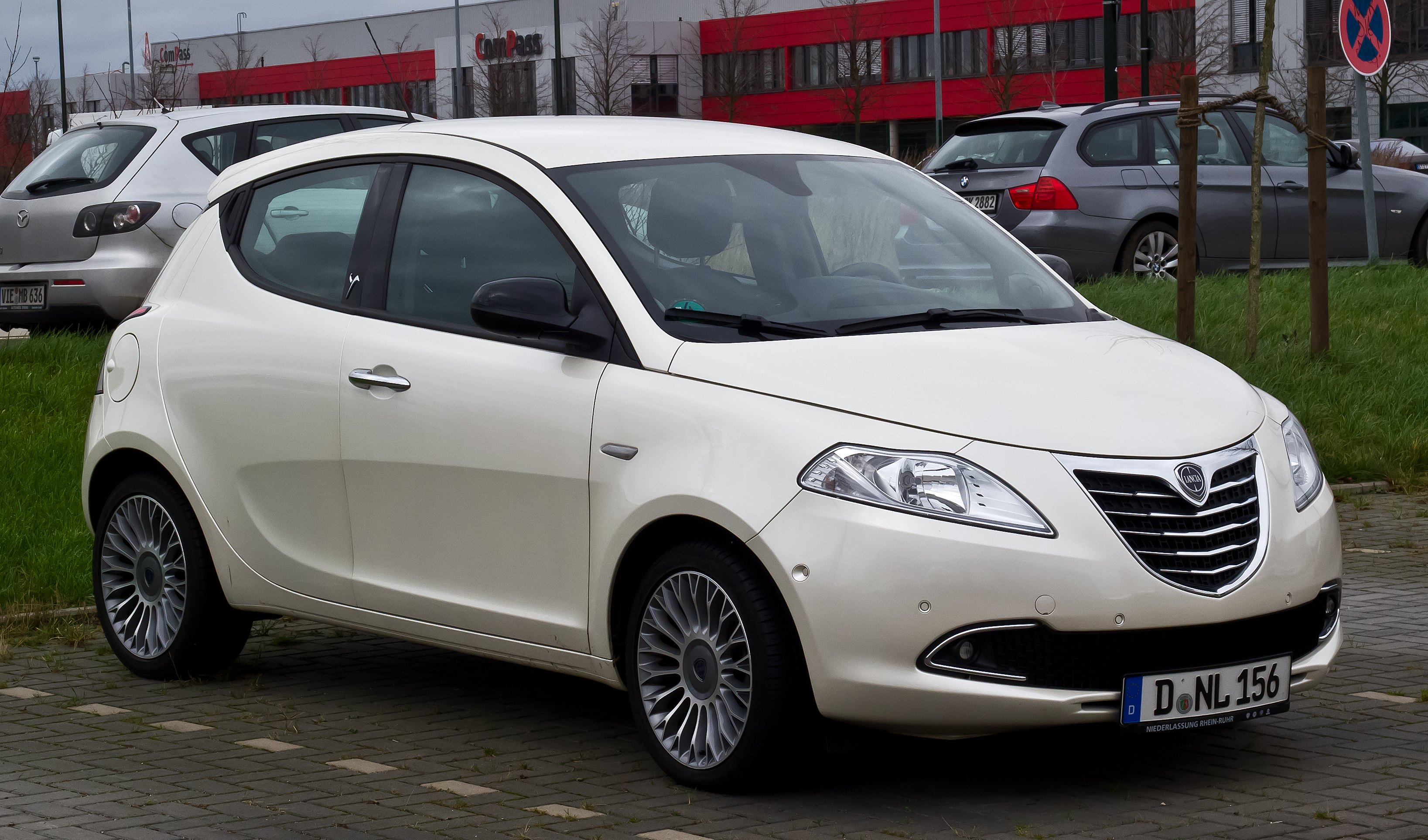
2012 Lancia Ypsilon в Дюссельдорфе, Германия

### Специальные издания
На автосалоне во Франкфурте 2011 года Lancia дебютировала концепт-кары Ypsilon Diamond, предвосхищавшие выпуск роскошной модели. Diamond имеет двухцветную окраску с верхним слоем под названием «экохром», покрывающим стойки, крышу, капот и зеркала. Нижняя часть корпуса окрашена в цвет Chiffon Blanc (мерцающий белый). Салон полностью отделан кожей и алькантарой, а двухцветные сиденья обтянуты черной бронзовой кожей Galuchat. На подголовниках имеется логотип Y. Внешняя часть сидений, приборная панель и некоторые детали дверей обтянуты светлой кожей нубук, ручка переключения передач выполнена из прозрачного акрила для получения эффекта ромба. Ypsilon Diamond остался всего лишь концепт-каром.
На автосалоне в Болонье в декабре 2011 года Lancia представила Ypsilon Black&Red со специальным оборудованием, предложенным для молодых покупателей, включая специальную окраску и аудиосистему Hi-Fi. Предлагается в 4 стилях окраски (Rosso Argilla, Nero Vulcano, Rosso Fiamma и двухцветная Rosso Argilla с крышей и капотом цвета Nero Vulcano). Интерьер имеет тот же цвет, что и кузов, с чередованием черного и красного цветов. Ypsilon Black&Red продается на большинстве рынков (включая Великобританию и Ирландию) с бензиновым двигателем 1.2 Fire, 0.9 TwinAir Turbo и дизельным двигателем 1.3 Multijet.

### Двигатели
В линейку двигателей входит восьмиклапанный бензиновый двигатель Fire объемом 1,2 л и мощностью 69 л.с., который уже присутствовал в предыдущей версии и соединен с 5-ступенчатой механической коробкой передач. Новым вариантом является двухцилиндровый двигатель TwinAir объемом 0,9 л с турбонагнетателем мощностью 85 л.с. и системой Multiair. TwinAir объемом 0,9 л имеет выбросы CO2 99 г/км в версии с 5-ступенчатой механической коробкой передач, а версия с автоматической 5-ступенчатой коробкой передач DFN (Dolce Far Niente) имеет выбросы CO2 до 97 г/км. Ypsilon 0,9 л TwinAir заявляет расход от 23,8 до 24,4 км/л. Дизельный двигатель представляет собой классический 1,3-литровый 16-клапанный двигатель Multijet мощностью 95 л.с. с DPF, способным выделять 99 г/км CO2, и работает в паре с 5-ступенчатой механической коробкой передач. Lancia Ypsilon 1.3 Multijet заявляет о расходе 26,3 км/л.

#### Бензиновые
- 1.2 8V 68 л.с (с 2011 до августа 2020)
- 1.2 8V GPL 68 л.с (Сжиженный нефтяной газ + бензин, с июня 2011 г.)
- 0.9 TwinAir 84 л.с. (с 2011 до августа 2018)
- 0.9 TwinAir CNG 79 л.с. (КПГ + бензин)

#### Дизельные

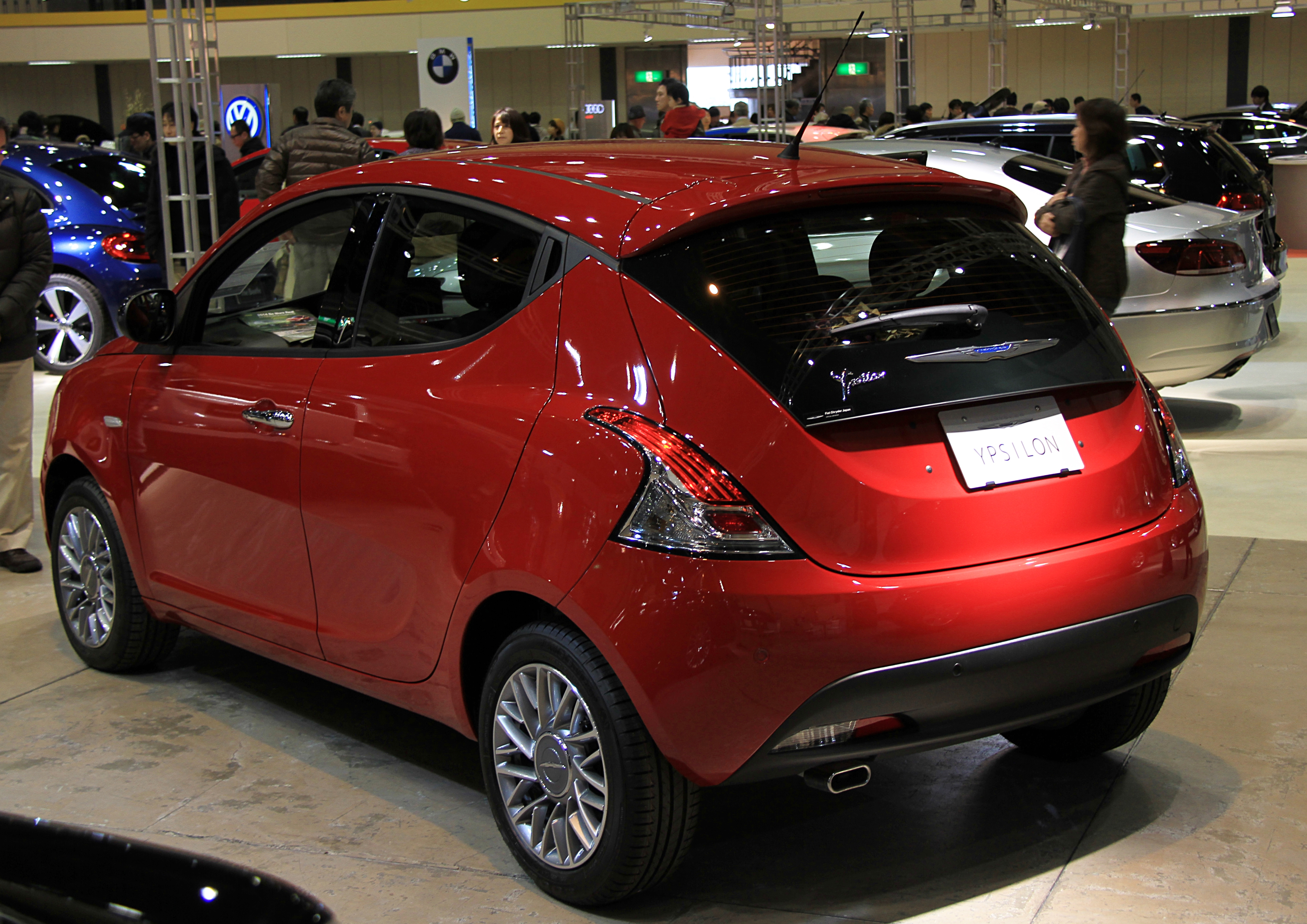
Chrysler Ypsilon в Японии сзади

- Chrysler Ypsilon в ЯпонииChrysler Ypsilon в Японии сзади1.3 16V Multijet 94 л.с. (с 2011 до августа 2018)

#### Гибридные
- 1.0 12V GSE FireFly BSG

### Рестайлинг 2015

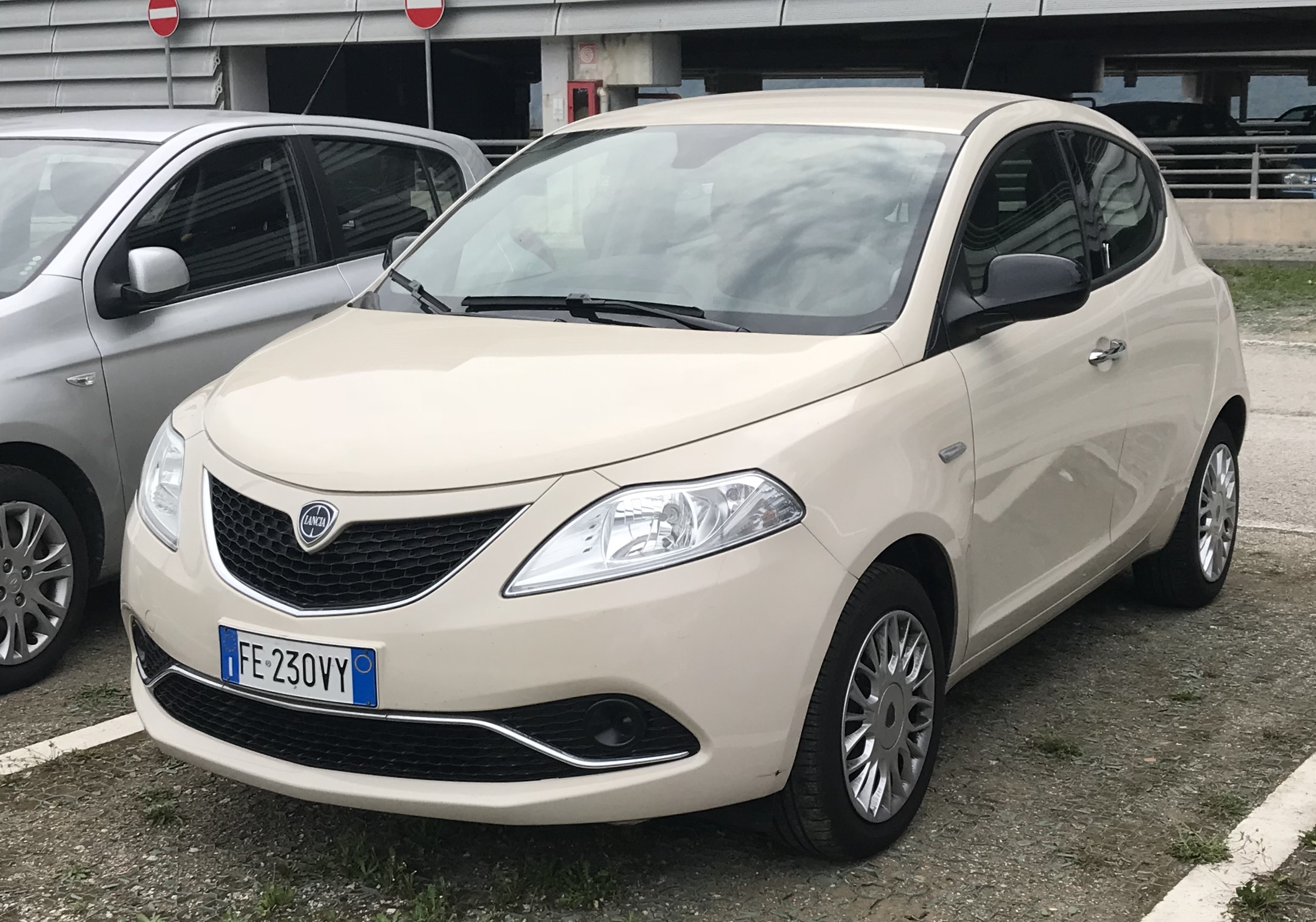
2018 Lancia Ypsilon 1.2 Рестайлинг

Премьера нового Ypsilon, представленного на международном салоне во Франкфурте, отличается обновленной передней частью с другим нижним бампером с горизонтальной перекладиной и новой, более широкой решеткой радиатора. Доступно два новых цвета: Blu di Blu, классический тон Lancia, и Ivory Chic, ориентированный на современные тенденции. Все двигатели соответствовали стандартам выбросов Евро-6, включая версии Ecochic, в том числе работающие на сжиженном нефтяном газе или метане. Внутри дебютировала информационно-развлекательная система UConnect с 5-дюймовым сенсорным ЖК-экраном, а в базовых версиях представлено новое радио DAB. Также дебютируют новые чехлы на сиденья. В сентябре 2018 года двигатели были повторно омологированы в соответствии с правилами Euro 6D-Temp в новом цикле WLTP. Дизельный двигатель 1.3 Multijet снялся с производства из-за низких продаж.

### Ypsilon EcoChic Hybrid
В марте 2020 года Lancia представила Ypsilon EcoChic Hybrid с 1,0-литровым трехцилиндровым бензиновым двигателем GSE FireFly мощностью 70 лошадиных сил, соединенным с 12-вольтовым BSG (стартер со встроенным ремнем) генератор электродвигатель.
Электродвигатель мощностью 3,6 кВт (5 л. с.) питается от небольшой литиевой батареи емкостью 0,13 кВтч, поэтому автомобиль снизил расход топлива и выбросы на целых 24 процента по сравнению со своим негибридным аналогом. Ypsilon Hybrid оснащен новой 6-ступенчатой механической коробкой передач и сертифицирован Euro 6D-Final.

### Все версии
- Lancia Ypsilon Silver (2011)
- Lancia Ypsilon Gold (2011)
- Lancia Ypsilon Platinum (2011)
- Lancia Ypsilon Ecochic LPG (В Италии: Ecochic GPL) (2011)
- Lancia Ypsilon Black&Red (2011)
- Lancia Ypsilon Black&Grey (2011)
- Lancia Ypsilon Ecochic CNG (В Италии: Ecochic Metano) (2013)
- Lancia Ypsilon Elefantino (Pink Elefantino) (2013)
- Lancia Ypsilon S Momodesign (2013)
- Lancia Ypsilon Park in Style (2013)
- Lancia Ypsilon Elefantino (Lime, Coconut, Watermelon Elefantino) (2014)
- Lancia Ypsilon Elle (2014)
- Lancia Ypsilon 30th Anniversary (2015)
- Lancia Ypsilon Mya (2016)
- Lancia Ypsilon Unyca (2017)
- Lancia Ypsilon Elefantino Blu (2018)
- Lancia Ypsilon Black and Noir (2019)
- Lancia Ypsilon Monogram (2019)
- Lancia Ypsilon Hybrid EcoChic Silver (2020)
- Lancia Ypsilon Hybrid EcoChic Gold (2020)
- Lancia Ypsilon Hybrid EcoChic Maryne (2020)
- Lancia Ypsilon Alberta Ferretti (2021)

### Безопасность
Ypsilon получил две звезды в краш-тесте Euro NCAP в 2015 году.
| Euro NCAP                                                        | Euro NCAP | Euro NCAP | Euro NCAP             |
| ---------------------------------------------------------------- | --------- | --------- | --------------------- |
| · общий рейтинг                                                  |           |           |                       |
| 44%                                                              | 79%       | 64%       | 38%                   |
| взрослый пассажир                                                | ребёнок   | пешеход   | активная безопасность |
| Протестированная модель: Lancia New Ypsilon 1.2 Gold, LHD (2015) |           |           |                       |

### Рестайлинг 2021

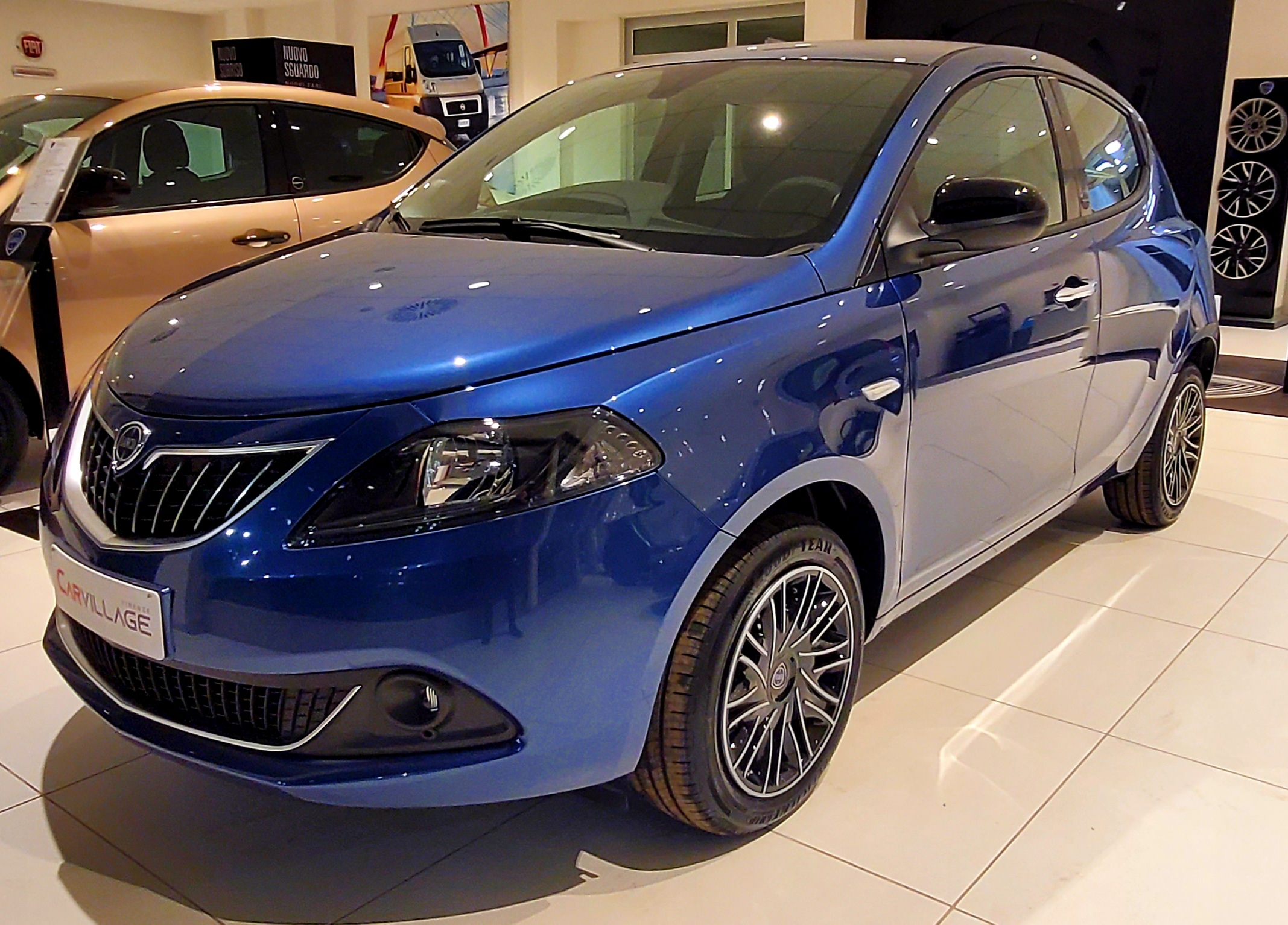
Lancia Ypsilon Blu Elegante (второй рестайлинг)

В 2021 году Stellantis подарил автомобилю решетку радиатора с вертикальными полосами по традиции Lancia и обновил фары с новыми дневными ходовыми огнями. Также было объявлено, что производитель теперь будет считаться производителем автомобилей премиум-класса и войдет в премиальный пул Stellantis, который будет делиться запчастями с DS Automobiles и Alfa Romeo.

## Четвёртое поколение (2024-)
Ypsilon четвертого поколения — первая новая модель, производимая Lancia с 2024 года, и первая электрическая модель Lancia. Он был показан на серии изображений 2 февраля 2024 года, а более подробная информация была опубликована 14 февраля 2024 года в штаб-квартире Lancia в Милане. Он основан на платформе CMP/eCMP со многими общими частями, как у Peugeot 208 II и Opel Corsa F.
Ypsilon — первый серийный автомобиль Lancia, в котором использован язык дизайна Pu+Ra («Pu+Ra» — сочетание слов «чистый» и «радикальный») и новый логотип бренда; оба варианта были предварительно просмотрены на основе концепции Pu+Ra от HPE. автомобиль 2023 года выпуска. Ypsilon имеет освещенную версию исторической передней решетки с тремя световыми лучами, круглые фары и задние фонари, на которых изображена буква Y, значок Lancia на задней стойке и значок Ypsilon на задней двери, написанный от руки. персонажи, вдохновленные историческими моделями Lancia. Модели с ДВС отличаются от электрических моделей четырьмя дополнительными воздухозаборниками на передней панели (которые закрыты на электрической модели) и единственной выхлопной трубой на заднем диффузоре.
Ypsilon — первая модель Lancia, дебютировавшая с S.A.L.A. Информационно-развлекательная система (Sound Air Light Augmentation) с виртуальным помощником, многофункциональный стол «таволино» с беспроводной зарядной панелью и кожаной панелью с тиснением логотипа специального выпуска Cassina, впервые увиденного на серийном автомобиле, и единственный автомобиль в своем сегменте. быть оснащен пакетом безопасности автономного вождения 2-го уровня.
Ypsilon четвертого поколения ознаменует расширение бренда Lancia в Европе. В 2024 году бренд будет вновь представлен в Бельгии, Нидерландах, Франции и Испании, а в 2025 году — в Германии. Эти страны выбраны с учетом популярности итальянской продукции и популярности автомобилей B-сегмента.

### Ypsilon Edizione Limitata Cassina
Lancia Ypsilon Edizione Limitata Cassina - это ограниченная производственная версия Ypsilon, разработанная совместно Lancia и итальянским производителем высококачественной мебели Cassina SpA. Производство модели ограничено 1906 экземплярами, эта сумма относится к основанию Lancia в 1906 году.

### Ypsilon HF
В мае 2024 года был представлен Ypsilon HF (HF означает «High Fidelity»), высокопроизводительная версия обычного Ypsilon. Модель HF имеет передний электродвигатель мощностью 240 л.с., более низкую подвеску, расширенную колею колес и более спортивный внешний вид. Плановый выход на рынок должен начаться в мае 2025 года.

### Ypsilon Rally 4 HF
27 мая 2024 года публике была представлена новая версия для участия в чемпионате Rally4. В ходе презентации генеральный директор Stellantis рассказывал о начале возвращения Lancia в раллийные соревнования, в частности в WRC. Однако генеральный директор Карлос Таварес на данный момент исключил создание официальной команды, оставив инициативу частным командам. Операция по маркетингу и перезапуску бренда, но с ограниченными инвестициями, поскольку частные команды также воспользуются компонентами и опытом работы, полученными для Peugeot 208 Rally4 и Opel Corsa Rally4. Ливрея напоминает знаменитые цвета Martini Racing, а брендинг HF выделен по всей ливрее автомобиля. Эта версия будет оснащена 1,2-литровым трехцилиндровым двигателем с турбонаддувом и мощностью 212 л.с.

## Галерея

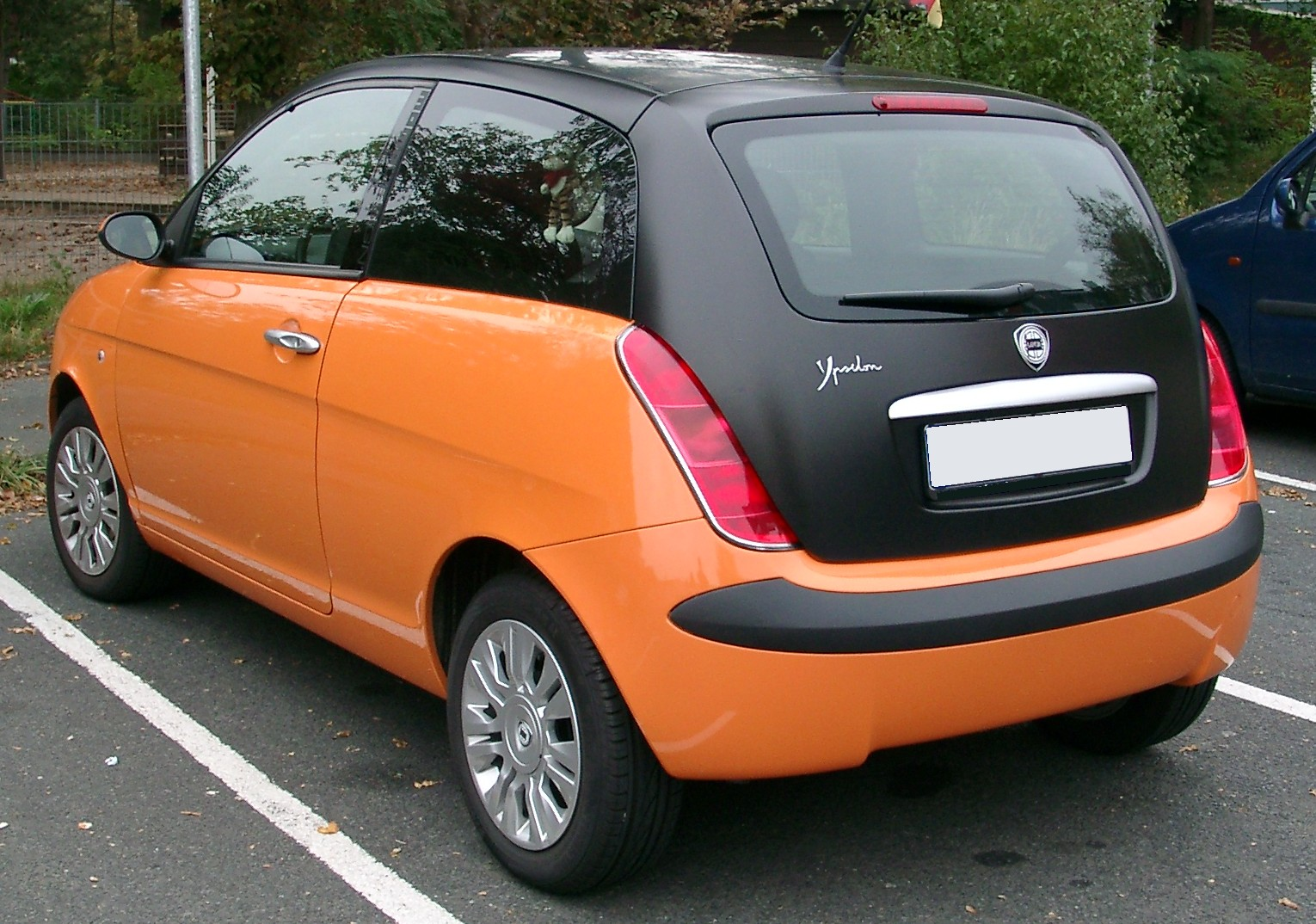
Ypsilon
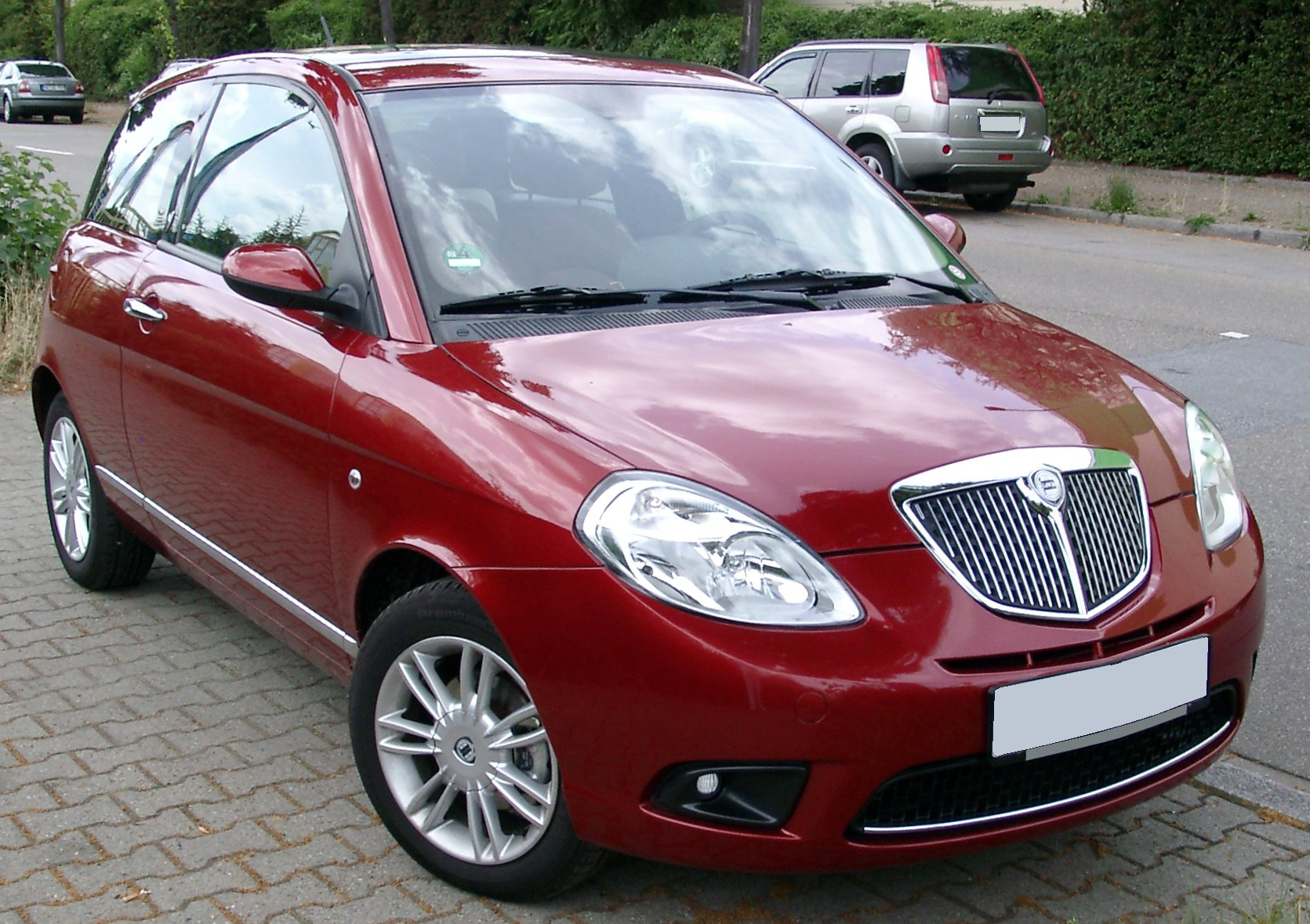
Lancia Ypsilon (с 2007)
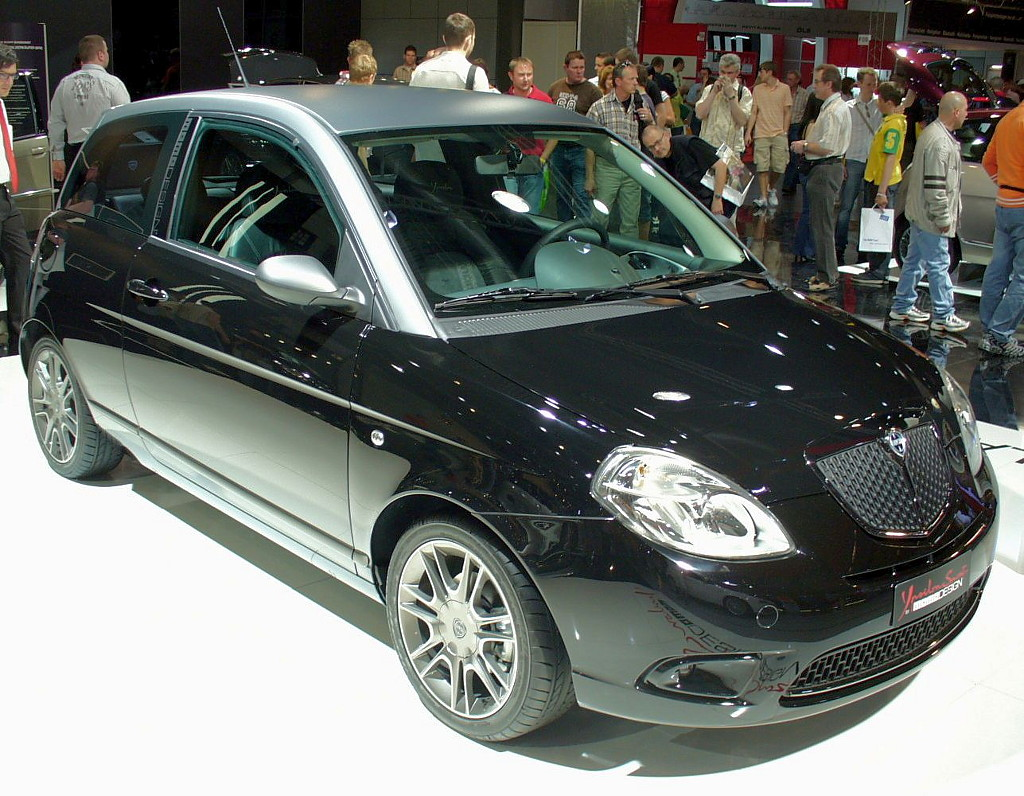
Lancia Ypsilon Sport Momo Design (с 2007)
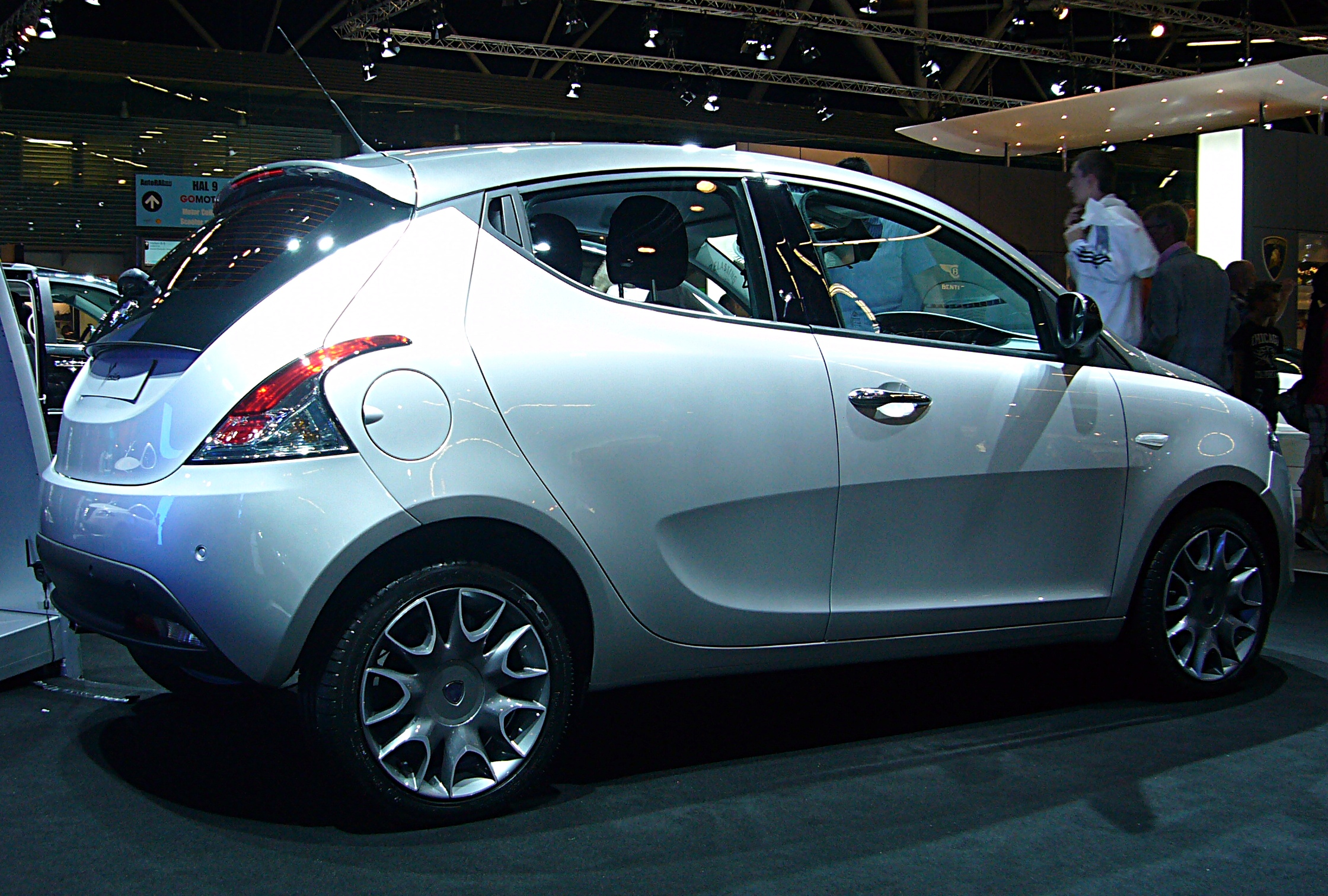
Lancia Ypsilon (с 2011)